# Anne-Mari Gulbrandsen
Anne-Mari Gulbrandsen (Noruega, 2 de enero de 1984) es una nadadora retirada especializada en pruebas de estilo braza. Ganó tres medallas de bronce durante el Campeonato Europeo de Natación en Piscina Corta de 2000 en las pruebas de 50, 100 y 200 metros braza.

## Palmarés internacional
| Campeonato Europeo de Natación en Piscina Corta | Campeonato Europeo de Natación en Piscina Corta | Campeonato Europeo de Natación en Piscina Corta | Campeonato Europeo de Natación en Piscina Corta |
| Año                                             | Lugar                                           | Medalla                                         | Prueba                                          |
| ----------------------------------------------- | ----------------------------------------------- | ----------------------------------------------- | ----------------------------------------------- |
| 2000                                            | Valencia (España)                               | Medalla de bronce                               | 50 m braza                                      |
| 2000                                            | Valencia (España)                               | Medalla de bronce                               | 100 m braza                                     |
| 2000                                            | Valencia (España)                               | Medalla de bronce                               | 200 m braza                                     |